# Marcos Alonso Mendoza
Marcos Alonso Mendoza (ur. 28 grudnia 1990 w Madrycie) – hiszpański piłkarz, występujący na pozycji obrońcy w hiszpańskim klubie Celta Vigo. W latach 2018–2022 występował w reprezentacji Hiszpanii. 
Wychowanek Realu Madryt, w swojej karierze grał także w takich zespołach, jak Bolton Wanderers, ACF Fiorentina, Sunderland, Chelsea oraz FC Barcelona.

## Kariera klubowa

### Początki
Urodził się w Madrycie i jako dziecko Alonso trafił do akademii piłkarskiej Realu Madryt i w kolejnych latach przechodził przez kolejne szczeble drużyn młodzieżowych. W 2008 włączono go do kadry drużyny rezerw, która występowała wówczas w trzeciej lidze. W lutym 2009 podczas przegranego 0:1 meczu z AD Alcorcón zadebiutował w nowej drużynie. 11 grudnia 2009 Alonso po raz pierwszy trenował z pierwszym zespołem. Ówczesny trener Manuel Pellegrini potrzebował zawodników na ligowy mecz z Valencią, ostatecznie jednak nie włączył Alonso do meczowej osiemnastki. 4 kwietnia 2010 Alonso zadebiutował w pierwszej drużynie podczas wygranego 2:0 spotkania z Racingiem Santander, gdy w 90. minucie zastąpił na boisku Gonzala Higuaína.

### Bolton Wanderers
27 lipca 2010 Alonso został sprzedany do angielskiego Boltonu Wanderers za nieujawnioną kwotę. Po raz pierwszy w nowych barwach wystąpił 24 sierpnia w wygranym 1:0 meczu Pucharu Ligi z Southampton. 1 stycznia 2011 podczas przegranego 1:2 spotkania z Liverpoolem, Alonso zadebiutował w lidze, zastępując zawieszonego Paula Robinsona. Alonso swoją pierwszą bramkę dla Boltonu zdobył 31 marca 2012. Stało się to podczas wygranego 3:2 meczu z Wolverhampton Wanderers. Po zakończeniu rozgrywek 2012/13, Alonso został przez czytelników The Bolton News wybrany zawodnikiem sezonu z dorobkiem 37% głosów.

### ACF Fiorentina
31 maja 2013 podpisał trzyletni kontrakt z włoską Fiorentiną. Do nowej drużyny przeszedł na zasadzie wolnego transferu. W styczniu 2014 został wypożyczony do końca sezonu do Sunderlandu. 7 stycznia zagrał cały mecz przeciwko Manchesterowi United w półfinale Pucharu Ligi Angielskiej, gdzie został wybrany zawodnikiem meczu. W sumie wystąpił w 20 spotkaniach. Po powrocie Alonso stał się podstawowym zawodnikiem Fiołków i zgromadził ponad 70 występów w ostatnich dwóch sezonach. 19 marca 2015 zdobył swoją pierwszą bramkę dla Fiorentiny w wygranym 3-0 starciu z Romą w 1/16 Ligi Europy.

### Chelsea
30 sierpnia 2016, po 85 meczach i pięciu bramkach dla Fiorentiny, Alonso przeniósł się do Anglii po podpisaniu pięcioletniego kontraktu z Chelsea wartego około 24 milionów funtów. Zadebiutował 20 września, grając pełne 120 minut w zwycięskim meczu 4:2 z Leicester City w Puchar EFL, a cztery dni później po raz pierwszy pojawił się w lidze w przegranym 0:3 spotkaniu z Arsenalem.
Alonso strzelił swojego pierwszego gola dla The Blues 5 listopada 2016, z Evertonem na Stamford Bridge, a kolejne dwa trafienia dołożył na stadionie King Power Stadium przeciwko Leicester 14 stycznia 2017. Wraz z klubem zdobył tytuł mistrzowski, a także dotarł do finału Pucharu Anglii. 20 sierpnia 2017 Alonso strzelił bramkę z rzutu wolnego w 24. minucie, a drugiego gola w 88. minucie, gdzie Chelsea pokonała Tottenham Hotspur na stadionie Wembley 2:1.

## Statystyki klubowe
(aktualne na 13 kwietnia 2024)
| Klub                 | Sezon              | Liga               | Liga  | Liga   | Puchar kraju | Puchar kraju | Puchar ligi | Puchar ligi | Europa | Europa | Inne  | Inne   | Suma  | Suma   |
| Klub                 | Sezon              | Liga               | Mecze | Bramki | Mecze        | Bramki       | Mecze       | Bramki      | Mecze  | Bramki | Mecze | Bramki | Mecze | Bramki |
| -------------------- | ------------------ | ------------------ | ----- | ------ | ------------ | ------------ | ----------- | ----------- | ------ | ------ | ----- | ------ | ----- | ------ |
| Real Madryt Castilla | 2008/09            | Segunda División B | 11    | 0      | —            | —            | —           | —           | —      | —      | —     | —      | 11    | 0      |
| Real Madryt Castilla | 2009/10            | Segunda División B | 28    | 3      | —            | —            | —           | —           | —      | —      | —     | —      | 28    | 3      |
| Real Madryt Castilla | Ogólnie            | Ogólnie            | 39    | 3      | 0            | 0            | 0           | 0           | 0      | 0      | 0     | 0      | 39    | 3      |
| Real Madryt          | 2009/10            | Primera División   | 1     | 0      | 0            | 0            | —           | —           | 0      | 0      | 0     | 0      | 1     | 0      |
| Bolton Wanderers     | 2010/11            | Premier League     | 4     | 0      | 3            | 0            | 2           | 0           | —      | —      | —     | —      | 9     | 0      |
| Bolton Wanderers     | 2011/12            | Premier League     | 5     | 1      | 1            | 0            | 1           | 0           | —      | —      | —     | —      | 7     | 1      |
| Bolton Wanderers     | 2012/13            | Championship       | 26    | 4      | 3            | 0            | 1           | 0           | —      | —      | —     | —      | 30    | 4      |
| Bolton Wanderers     | Ogólnie            | Ogólnie            | 35    | 5      | 7            | 0            | 4           | 0           | 0      | 0      | 0     | 0      | 46    | 5      |
| ACF Fiorentina       | 2013/14            | Serie A            | 3     | 0      | 0            | 0            | —           | —           | 6      | 0      | —     | —      | 9     | 0      |
| Sunderland (wyp.)    | 2013/14            | Premier League     | 16    | 0      | 1            | 0            | 3           | 0           | —      | —      | —     | —      | 20    | 0      |
| ACF Fiorentina       | 2014/15            | Serie A            | 22    | 1      | 3            | 0            | —           | —           | 10     | 1      | —     | —      | 35    | 2      |
| ACF Fiorentina       | 2015/16            | Serie A            | 31    | 3      | 1            | 0            | —           | —           | 7      | 0      | —     | —      | 39    | 3      |
| ACF Fiorentina       | 2016/17            | Serie A            | 2     | 0      | 0            | 0            | —           | —           | 0      | 0      | —     | —      | 2     | 0      |
| ACF Fiorentina       | Ogólnie            | Ogólnie            | 58    | 4      | 4            | 0            | 0           | 0           | 23     | 1      | 0     | 0      | 85    | 5      |
| Chelsea              | 2016/17            | Premier League     | 31    | 6      | 3            | 0            | 1           | 0           | —      | —      | —     | —      | 35    | 6      |
| Chelsea              | 2017/18            | Premier League     | 33    | 7      | 3            | 1            | 2           | 0           | 7      | 0      | 1     | 0      | 46    | 8      |
| Chelsea              | 2018/19            | Premier League     | 31    | 2      | 2            | 0            | 1           | 0           | 4      | 2      | 1     | 0      | 39    | 4      |
| Chelsea              | 2019/20            | Premier League     | 18    | 4      | 4            | 0            | 2           | 0           | 5      | 0      | 0     | 0      | 29    | 4      |
| Chelsea              | 2020/21            | Premier League     | 13    | 2      | 2            | 0            | 0           | 0           | 2      | 0      | —     | —      | 17    | 2      |
| Chelsea              | 2021/22            | Premier League     | 28    | 4      | 3            | 1            | 5           | 0           | 8      | 0      | 2     | 0      | 46    | 5      |
| Chelsea              | Ogólnie            | Ogólnie            | 154   | 25     | 17           | 2            | 11          | 0           | 26     | 2      | 4     | 0      | 212   | 29     |
| FC Barcelona         | 2022/23            | Primera División   | 24    | 1      | 5            | 0            | —           | —           | 7      | 2      | 1     | 0      | 37    | 3      |
| FC Barcelona         | 2023/24            | Primera División   | 5     | 0      | 0            | 0            | —           | —           | 3      | 0      | 0     | 0      | 8     | 0      |
| FC Barcelona         | Ogólnie            | Ogólnie            | 29    | 1      | 5            | 0            | 0           | 0           | 10     | 2      | 1     | 0      | 45    | 3      |
| Ogólnie w karierze   | Ogólnie w karierze | Ogólnie w karierze | 331   | 38     | 34           | 2            | 18          | 0           | 59     | 5      | 5     | 0      | 447   | 45     |

## Sukcesy

### Chelsea
- Mistrzostwo Anglii: 2016/2017
- Puchar Anglii: 2017/2018
- Liga Europy UEFA: 2018/2019

### FC Barcelona
- Mistrzostwo Hiszpanii: 2022/2023
- Superpuchar Hiszpanii: 2022/2023

### Wyróżnienia
- Drużyna roku w Premier League według PFA: 2017/2018

## Życie prywatne
Rodzina Alonso jest silnie związana z piłką nożną: jego dziadek, Marcos Alonso Imaz, przez osiem lat występował w Realu Madryt. Jego ojciec, Marcos Alonso Peña, przez kilka sezonów występował w hiszpańskiej ekstraklasie m.in. w barwach Atlético Madryt oraz Barcelony. Obaj mają za sobą także występy w reprezentacji Hiszpanii.
2 maja 2011 Alonso został aresztowany za spowodowanie w Madrycie wypadku samochodowego. Hiszpan prowadził samochód, który zderzył się ze ścianą, w wyniku czego zginęła 19-letnia pasażerka. Mówiło się także, że zawodnik przekroczył dopuszczalną ilość alkoholu we krwi.